# Eduardo Vilches Prieto
Eduardo Vilches Prieto (Concepción, 12 de diciembre de 1932) es un artista visual chileno, ganador del Premio Nacional de Artes Plásticas del año 2019.
Su obra se centra en el trabajo con grabado, especialmente con la xilografía. También se ha dedicado a la docencia, especialmente en la Pontificia Universidad Católica de Chile.